# Carlos Osoro Sierra
Carlos Osoro Serra, né le 16 mai 1945 à Castañeda en Cantabrie, est un évêque catholique espagnol. Il est archevêque de Madrid de 2014 à 2023 et cardinal depuis 2016.

## Biographie

### Jeunesse et formation
Après des études à l'école normale, il est professeur pendant un an à Santander avant de rejoindre le séminaire El Salvador pour les vocations adultes de Salamanque où il suit les cycles de philosophie et de théologie à l'université pontificale, obtenant une licence dans chacune des deux disciplines. Il obtient également une licence en sciences exactes à l'université complutense de Madrid et une licence en pédagogie à Salamanque.  il est ordonné prêtre le 29 juillet 1973 pour le diocèse de Santander.

### Prêtre
Après son ordination, il est membre de l'équipe pastorale de la paroisse de l’Ascension de Torrelavega chargé de la pastorale des jeunes, directeur de la Casa de los muchachos (maison des garçons) et professeur à l'école universitaire de formation des professeurs des Sacrés Cœurs jusqu'en 1975. Il est alors nommé délégué épiscopal pour les vocations, les séminaristes et l'apostolat des laïcs ainsi que vicaire épiscopal pour la pastorale et secrétaire général du service de pastorale du diocèse. Il conserve cette fonction jusqu'en 1996. 
Dès 1976, il est nommé vicaire général du diocèse, et il le reste jusqu'en 1994 lorsqu'il est nommé à la tête du chapitre cathédral. À partir de 1977, il est également recteur du séminaire diocésain.

### Évêque
Le 27 décembre 1996, Jean-Paul II le nomme évêque d'Ourense. Il reçoit la consécration épiscopale le 22 février suivant, des mains de Lajos Kada, nonce apostolique en Espagne.
Le 7 janvier 2002, il est transféré au siège métropolitain d'Oviedo, puis, le 8 janvier 2009, à celui de Valence où il succède au cardinal Agustín García-Gasco atteint par la limite d'âge. De septembre 2006 à septembre 2007 il est également administrateur apostolique du diocèse de Santander.
Surnommé le François espagnol, il est transféré par le pontife à Madrid où il prend la suite du cardinal Antonio María Rouco Varela.
Au sein de la conférence épiscopale espagnole il est président de la commission pour le clergé de 1999 à 2005, membre du comité exécutif de 2005 à 2011 et vice-président depuis 2014.
Le 9 juin 2016, le pape François érige un ordinariat pour les catholiques de rite oriental résidant en Espagne et dépourvus de juridictions propre et le confie à Osoro Serra en complément de ses fonctions d'archevêque de Madrid.

### Cardinal
Il est créé cardinal comme seize autres prélats lors du consistoire du 19 novembre 2016 par François qui lui attribue le titre de Sainte-Marie-du-Trastevere . Il est installé dans sa paroisse cardinalice le 25 février 2017.
Le 1er mars 2024, le pape François accepte sa démission d'ordinaire de l'ordinariat pour les catholiques de rite oriental résidant en Espagne et nomme le cardinal José Cobo Cano pour lui succéder.
Il participe au conclave de 2025 qui élit le pape Léon XIV. Le 16 mai 2025, il atteint l'âge de 80 ans et perd donc sa qualité d'électeur en cas de conclave.

## Succession apostolique
Carlos Osoro Sierra a ordonné les évêques suivants :
- Évêque Raúl Berzosa (es) (2005)
- Évêque Jesús Vidal Chamorro (es) (2018)
- Cardinal José Cobo Cano (2018)
- Évêque Santos Montoya Torres (de) (2018)
- Évêque Luis Marín de San Martín (es), O.S.A. (2021)
- Évêque Antonio Prieto Lucena (es) (2023)